# حق سکوت (فیلم ایرانی)
حق سکوت فیلمی اجتماعی، ساخت ایران به کارگردانی محمدهادی نائیجی محصول سال ۱۳۹۲ است. این فیلم در سی و دومین جشنواره فیلم فجر، سیمرغ بلورین بهترین فیلم‌نامه نگاه نو را دریافت کرد.

## بازیگران
- حسام محمودی
- شیرین اسماعیلی
- هوتن شکیبا
- خسرو شهراز

## ساخت
فیلم حق سکوت در آمل، قم و تهران فیلم‌برداری شده است.

## داستان
میرهاشم طلبه‌ای جوان است که به همراه همسرش فرشته به تازگی توانسته خانه‌ای کوچک بخرد. تهیهٔ پول خانه باعث شده میرهاشم از چک بانکی استفاده کند و حالا چک به دست یک شرخر افتاده است. البته در این راه سختی‌هایی زیادی می‌کشد.

## جوایز
- سیمرغ بلورین بهترین فیلم‌نامه نگاه نو جشنواره فیلم فجر ۱۳۹۲
- سیمرغ بلورین بهترین فیلم‌نامه فیلم اول جشنواره فیلم فجر ۱۳۹۲
- بهترین فیلم کم‌هزینه جشنواره فیلم فونیکس ملبورن ۲۰۱۶